# ملانی فولرتن
ملانی فولرتن (انگلیسی: Melanie Fullerton؛ زادهٔ ۲۹ اوت ۱۹۶۲) بازیگر اهل ایالات متحده آمریکا است.
از فیلم‌ها یا مجموعه‌های تلویزیونی که وی در آن‌ها نقش داشته است، می‌توان به تقدیم به رم با عشق اشاره نمود.